# Scleroglossa
Scleroglossa es un clado (agrupación evolutiva) de lagartos que incluye a los gecos, los Autarchoglossa (escincomorfos, anguimorfos y varanoideos) y a los anfisbenios. Scleroglossa se apoya en análisis filogenéticos que usan rasgos morfológicos (características anatómicas visibles). De acuerdo con varios análisis morfológicos, Scleroglossa es el taxón hermano del clado Iguania, el cual incluye a las iguanas, camaleones, agámidos y los lagartos del Nuevo Mundo. Juntos, Scleroglossa e Iguania componen al grupo corona Squamata, la agrupación evolutiva más restringida que incluye a todos los lagartos y serpientes actuales.
El nombre Scleroglossa se deriva de los términos griegos skleros, que significa "duro" y glossa, que significa "lengua". Esto se debe a que la división entre Scleroglossa e Iguania se basa en rasgos de la lengua; los iguanianos tienen una lengua muscular y la usan para poder asir su comida, mientras que los escleroglosos tienen lenguas duras y usan en cambio los dientes y mandíbulas para capturar comida, liberando a la lengua para la actividad químicosensorial.
Análisis filogenéticos recientes basados en datos moleculares (como las secuencias de ADN) colocan a los iguanianos más dentro de Squamata junto con las serpientes y los anguimorfos. Bajo esta filogenia, Scleroglossa ya no es una agrupación válida. Un nuevo clado, Bifurcata (lengua bifurcada) ha sido propuesto para incluir a Iguania como el taxón hermano de Anguimorpha.